# エンリケ・ポウザン
エンリケ・ポウザン（Henrique Cesar de Araújo Pousão、1859年1月1日 - 1884年3月20日）は、ポルトガルの画家である。パリやイタリアで学び、カミーユ・ピサロやエドゥアール・マネに影響を受けた自然主義のスタイルの絵画を描いたが、25歳で結核で病死した。

## 略歴
ポルトガル中部、エヴォラ県のヴィラ・ヴィソーサ(Vila Viçosa)で生まれた。母親は多くの画家を輩出した一族の出身であり、父親は裁判官で、父親の仕事のために家族はスペイン各地をしばしば転居した。早くから画家を志し、ポルトに移り1872年にポルトの美術学校に入学し、ジョアン・アントニオ・コレイラらに学び、1880年に美術学校を卒業した。ポウザンは1878年に創刊されたリスボンの絵入り文芸雑誌「O Ocidente」の仕事をした。
1881年に奨学金を得て、パリで修行することになり、パリに移る途中マドリードでプラド美術館を見学した。パリ国立高等美術学校でアレクサンドル・カバネルやアドルフ・イヴォンといったアカデミック美術の画家に学んだ。
修行中の冬に、重い気管支炎を患い、医師に勧められてラ・ブルブール(La Bourboule)の温泉で2か月間療養し、温泉に近いサン＝ソヴ＝ドヴェルニュ(Saint-Sauves-d'Auvergne)で3枚の絵を描いた。その後ローマに旅し、ナポリに旅し、1882年の夏と秋はナポリに近いカプリ島のアナカプリで過ごし、ポンペイも訪れた。1883年1月にローマに戻ると病状が悪化し、アナカプリに戻るがた体調は戻らず、ポルトガルのヴィラ・ヴィソーサに帰国した。寝たきりとなり1884年3月に25歳で亡くなった。
1888年に父親がエンリケ・ポウザンの遺作の大部分をポルトの美術学校に寄付し、現在、ほとんどの作品はポルトのソアレス・ドス・レイス国立美術館（Museu Nacional de Soares dos Reis）に収蔵され展示されている。

## 作品

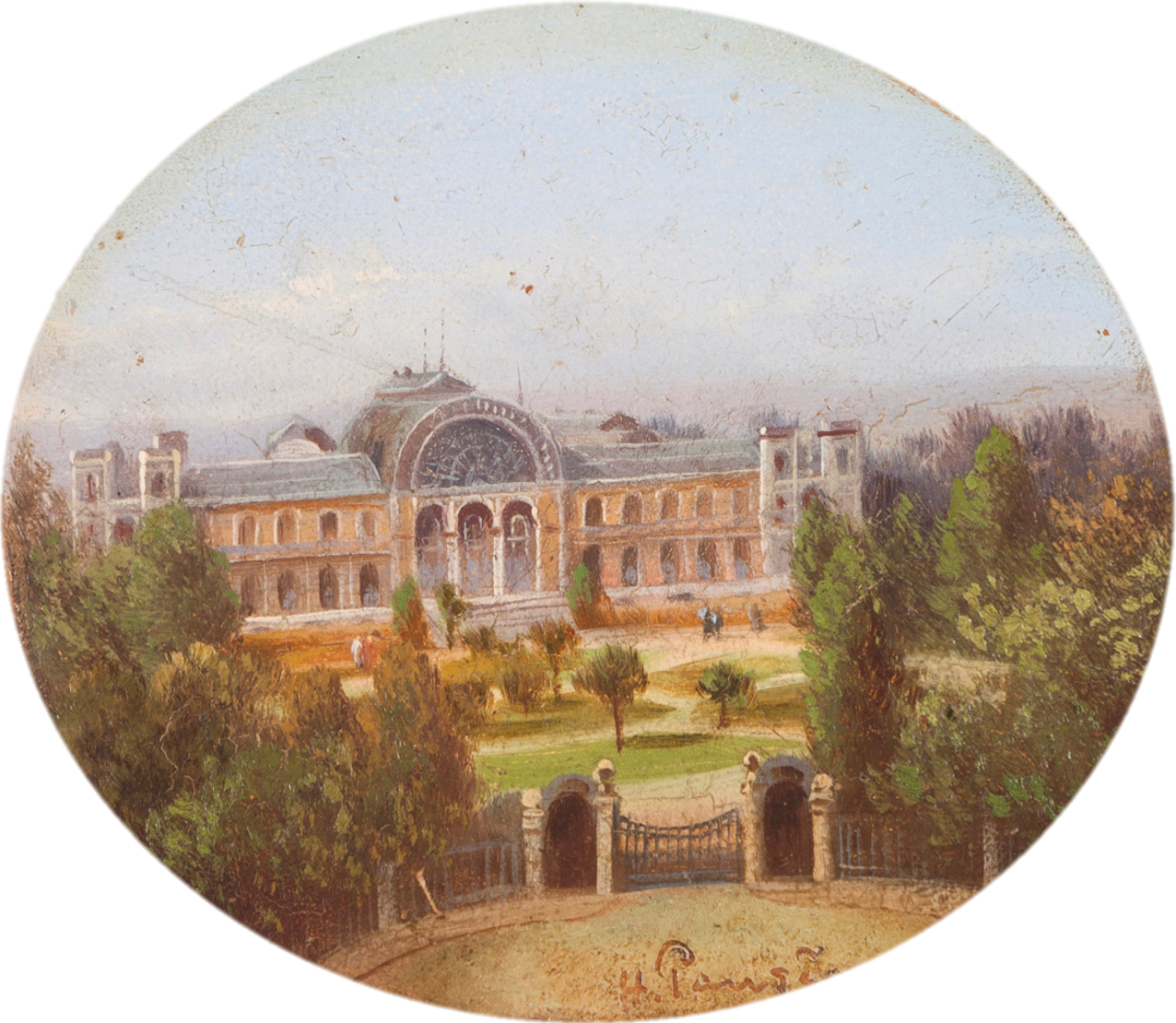
Palácio de Cristal (Porto)
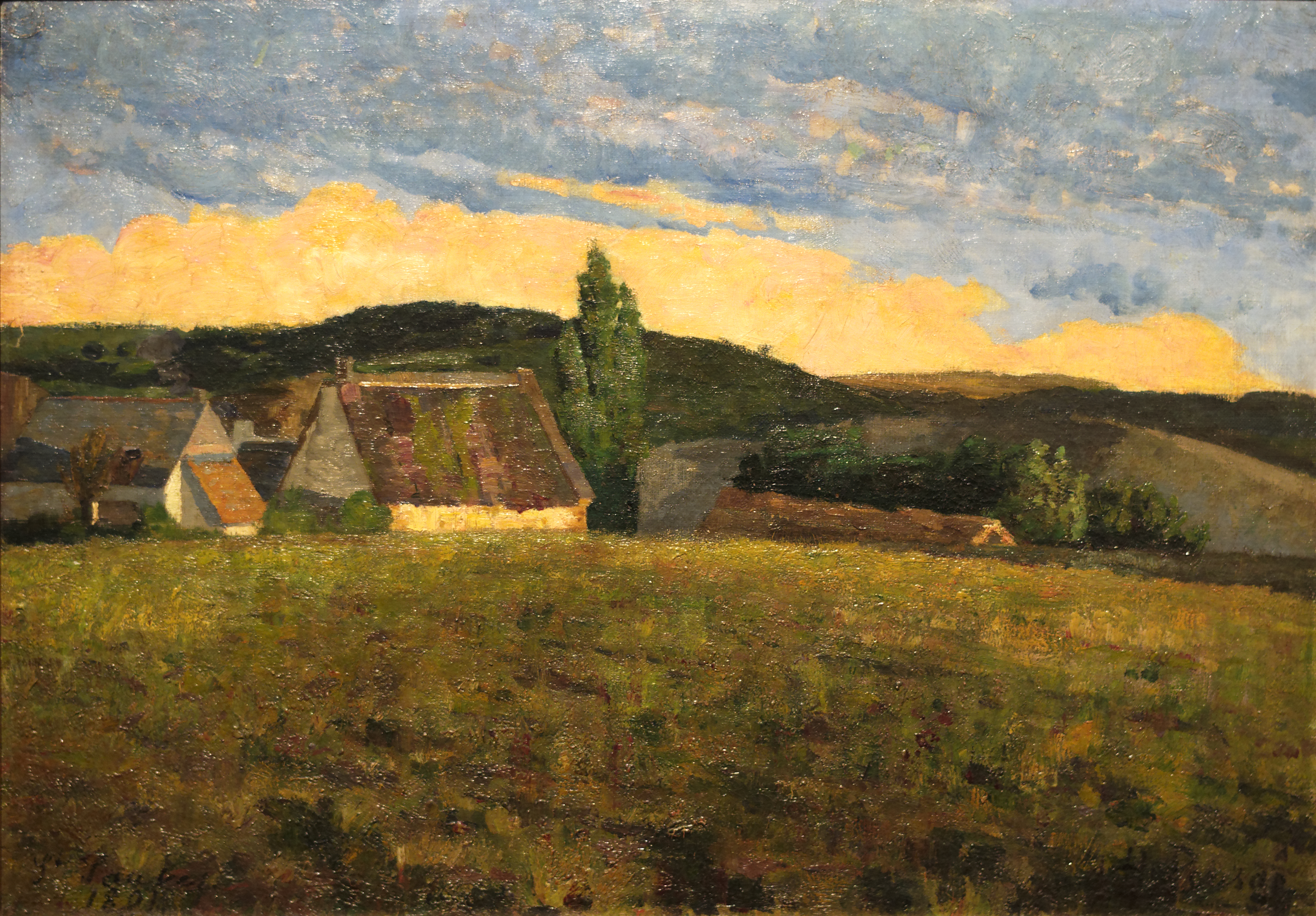
サン＝ソヴ＝ドヴェルニュの風景(1881) ソアレス・ドス・レイス国立美術館
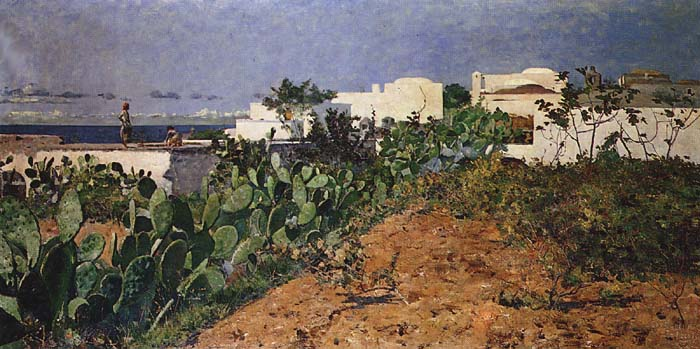
カプリの白い家(1882) ソアレス・ドス・レイス国立美術館

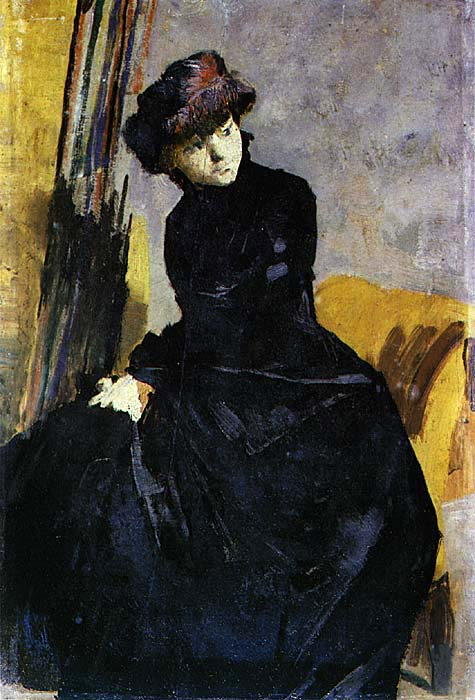
黒いドレスの女性(1882) ソアレス・ドス・レイス国立美術館
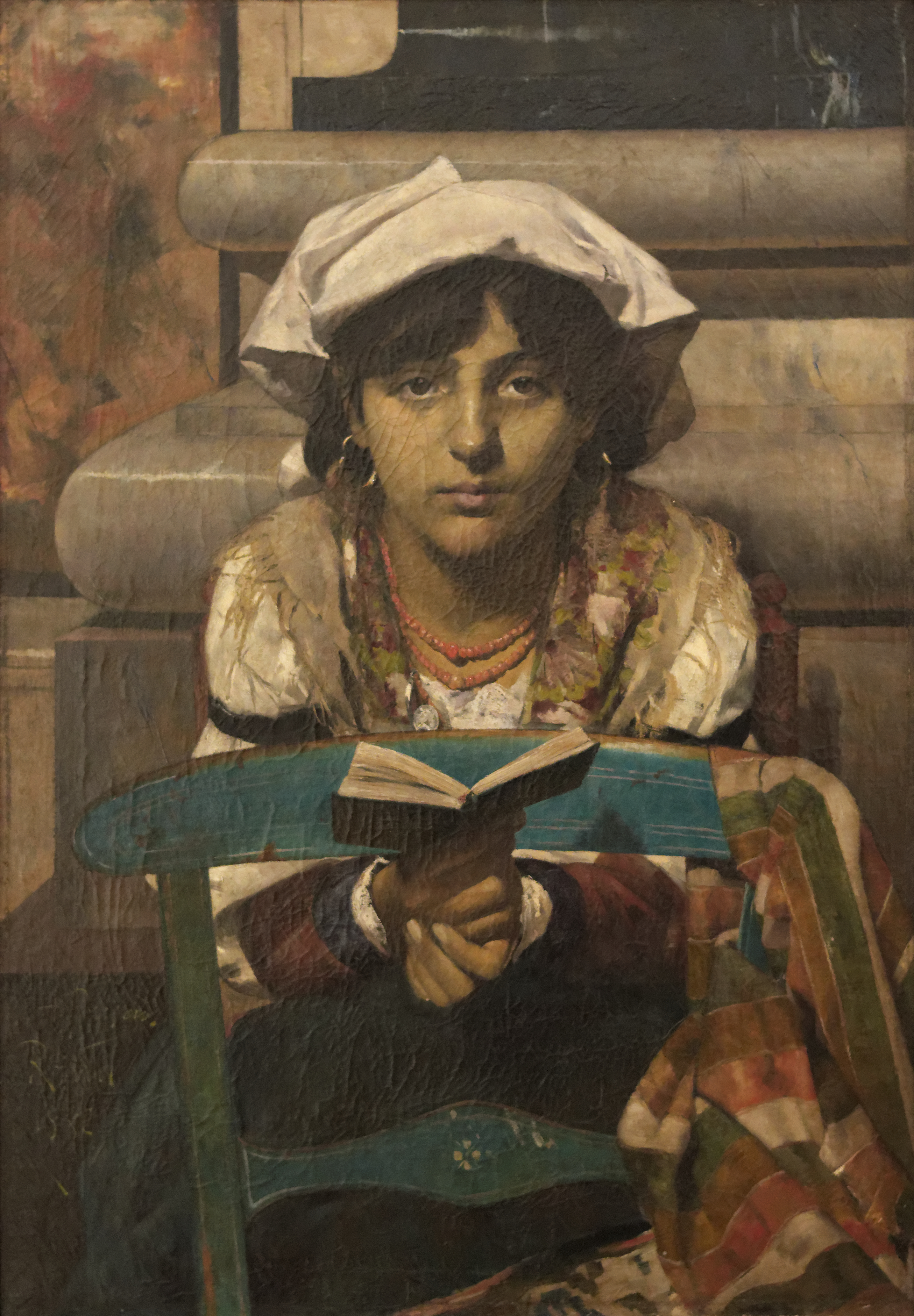
"Cecilia"(1882) ソアレス・ドス・レイス国立美術館
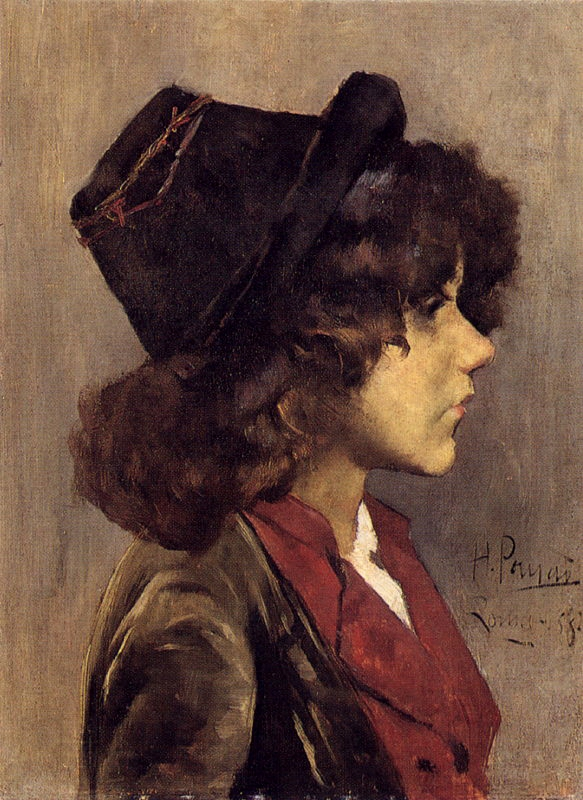
ナポリの少年 (c.1882) ソアレス・ドス・レイス国立美術館
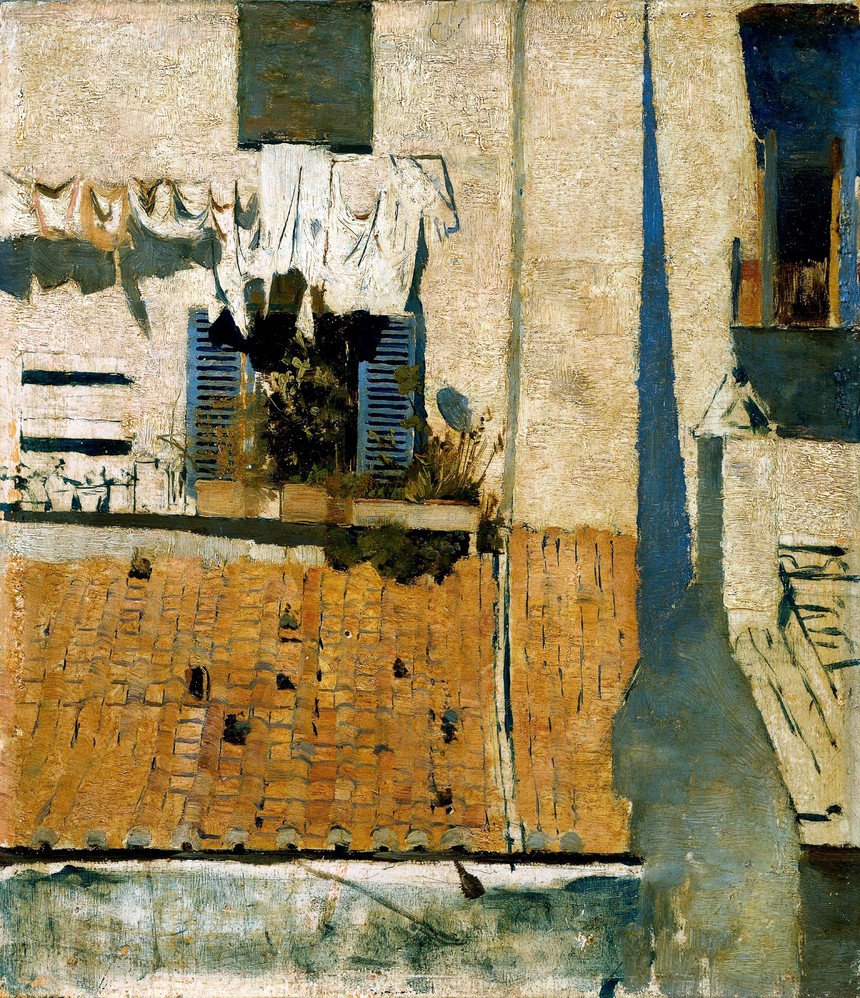
青い日よけのある風景 (c.1883) ソアレス・ドス・レイス国立美術館